# Scelimena discalis
Scelimena discalis är en insektsart som först beskrevs av Hancock, J.L. 1915.  Scelimena discalis ingår i släktet Scelimena och familjen torngräshoppor. Inga underarter finns listade i Catalogue of Life.